# Indiana Jöns
Indiana Jöns (Indiana Pipps i original) är en Disneyfigur skapad i Italien av Bruno Sarda och Maria Luisa Uggetti. Indiana Jöns är en Disneyversion av Indiana Jones och arbetar sålunda som arkeolog och äventyrare, ofta tillsammans med kusinen Långben och Musse Pigg. Han dök upp första gången 1988 i serien "I predatori del tempio perduto", publicerad i Topolino 1724 (I Sverige "Jakten på det försvunna templet", publicerad i Kalle Ankas Pocket 118, 1990). I Sverige publiceras serier med Indiana Jöns vanligtvis i Kalle Ankas Pocket. Har i Sverige även kallats Indiana Bones och Indiana Longs.
I USA, där det bara publicerats en handfull serier med Indiana Jöns, skulle han ursprungligen ha hetat Indiana Goof (Pipps är det italienska namnet på Långben), men redaktören tyckte det namnet var för likt Indiana Jones och döpte honom till Arizona Goof.